# Cantó de Baie-Mahault
El cantó de Baie-Mahault era una divisió administrativa francesa situat al departament de Guadalupe a la regió de Guadalupe.

## Composició
El cantó comprenia la comuna de Baie-Mahault.

## Administració
| Període                                  | Identitat  | Partit | Qualitat |
| ---------------------------------------- | ---------- | ------ | -------- |
| 2004-                                    | Ary Chalus |        |          |
| Les dades anteriors no són pas conegudes |            |        |          |

## Reorganització cantonal
En la reorganització cantonal que va entrar en vigor el 2015 el cantó de Baie-Mahault va ser suprimit.